# بولامبو لمبه‌لمبه جوزه
بولامبو لمبه‌لمبه جوزه (انگلیسی: Bulambo Lembelembe Josué؛ زادهٔ ۱۱ فوریهٔ ۱۹۶۰) چوپان اهل جمهوری دموکراتیک کنگو و مدافع حقوق بشر و یک وزیر مسیحی این جمهوری است.
وی همچنین برندهٔ جوایزی همچون جایزه یادبود تورلف رافتو شده‌است.

## زندگی‌نامه
جوزه در ۱۱ فوریه ۱۹۶۰ در منطقه مانگا به دنیا آمد. او یکی از حامیان صلح است و به قربانیان جمهوری دموکراتیک کنگو چندین دهه خود را برای کمک به آنان به خطر انداخته‌است. از سال ۱۹۹۸ تا کنون بیش از ۵ میلیون نفر به دلیل خشونت‌های جنگی در این منطقه جان خود را از دست داده‌اند. او یک وزیر و معاون رئیس‌جمهور پنطیکاستیسم دو مسیح (ECC) است. علاوه بر این، او معاون رئیس‌جمهور و در سال ۱۹۹۱ یکی از بنیان‌گذاران سازمان حقوق بشر (de la Justice) در بوکاوا است. این سازمان می‌کوشد تا آگاهی از حقوق بشر را گسترش دهد و به و قربانیان تجاوز جنسی کمک کند. به لطف نقش برجسته او به عنوان یک رهبر کلیسا، او فضای نسبتاً آزادی برای حمایت از آرمان‌های دموکراتیک در این منطقه از جهان به وجود آورده. وی یکی از مخالفان سرسخت بخشودگی خشونت جنسی است.